# Баян (Дашкесанский район)
Бая́н (азерб. Bayan, арм. Բանանց, Бана́нц) — село в Азербайджане, в Дашкесанском районе. 

## Название
Во времена Российской империи село в документах и официальной прессе называлось: Баян или Бананц.

## Этимология
Согласно «Энциклопедическому словарю топонимов Азербайджана», происхождение топонима Баян точно неизвестно. В старых словарях «баян» описывается как «разновидность алого цветка». Согласно авторам азербайджанского словаря, большинство исследователей считают, что топоним связан с названием тюркского племени баян, входящего в состав каракалпаков, уйгуров и киргизов. В переводе с тюркских языков «баян» также означает «женщина», или «богатый».
Происхождение другого названия этого села — Бананц, происходит от «Бананоц», в переводе с армянского означает «место работы».

## История
На момент начала Карабахского конфликта село имело армянское население.
Первые упоминания о селе относятся ко второй половине XVII века.
Входило в Елизаветпольский уезд Елизаветпольской губернии. По  
данным «Кавказского календаря» на 1896 год в селе Баян (Бананц) проживало 1995 армян
По переписи 1897 года в селе жили 1768 человек, 1722 из которых были последователями армянской апостольской церкви. По данным «Кавказского календаря» на 1912 год в селе Баян (Баянъ) проживало 2082 человека, в основном армяне.
С XVI века здесь хранилась предположительно древнейшая сохранившаяся армянская полноценная рукопись — Евангелие Вехамор.

## География
Через село протекает река Кошкарчай (арм. Артинаджур), на которой ниже по течению стоит и районный центр Дашкесан. В древности в районе села через неё были переброшены мосты Мази, Болоранца и Мец.

## Галерея
- Церковь св. Григория Просветителя